# Свързочни войски
Свързочни войски са специални войски, чието предназначение е установяване и поддържане на устойчива връзка за непрекъснатото управление на войските.

## България
В България Свързочните войски влизат в състава на всички видове въоръжени сили и родове войски. Организират радио- и радиорелейна, проводна, тропосферна, фелдегерско-пощенска, сигнализационна връзка, както и изграждат компютърна комуникационна система.
Първото свързочно подразделение на Българската земска войска се създава на 13 септември 1878 г., като от начало са част състава на инженерни войски(тогава инженерните дружини). През ноември 1943 г. инженерно-свързочните войски в Българската армия са разделение на два отделни рода войски – инженерни и свързочни и официалният празник става 25 септември. Разлика от 12 дена – точно толкова колкото е и разликата между двата календара григориански и юлиански. От 1 септември 1997 г. към състава на Свързочни войски са включени и органите по автоматизация на управлението на войските. От 1998 г. 25 септември се отбелязва като празник на Свързочните войски и органите за информационно осигуряване в българската армия.

## Други
На свързочниците е наречена улица в квартал „Орландовци“ в София (Карта).